# Campofrío Food Group
Campofrio Food Group eller Campofrío er en spansk kødproducent baseret i Alcobendas i Madrid. De producerer forskellige slags forarbejdet kød og kødprodukter. Virksomheden blev etableret i Burgos af José Luis Ballvé i 1952. Siden 2013 har Campofrio været ejet af Sigma Alimentos.